# 2023 en santé et médecine
| Années de la santé et de la médecine : 2020 - 2021 - 2022 - 2023 - 2024 - 2025 - 2026    |
| Décennies de la santé et de la médecine : 1990 - 2000 - 2010 - 2020 - 2030 - 2040 - 2050 |

Cet article présente les faits marquants de l'année 2023 en santé et médecine.